# TVA Telenormanna
TVA Telenormanna, conosciuta anche come Tele Video Adrano, è un'emittente televisiva regionale a carattere generalista, con sede ad Adrano, in provincia di Catania.

## Storia e generalità
Televisione generalista, la sua programmazione ha come principale trasmissione il notiziario TVA Notizie, diretto da Salvo Sidoti.
In epoca analogica e digitale, l'emittente irradiava da Paternò anche i vicini centri di Adrano, Belpasso, Biancavilla, Nicolosi, Ragalna e Santa Maria di Licodia. Dopo la transizione alla nuova televisione digitale terrestre avvenuta in Sicilia nell'aprile del 2022, TVA Telenormanna si riceve sul canale UHF 42, nel mux RL Sicilia 1, ed è posizionata nel numero 79 della lista canali a livello regionale.